# دولة بني نصر (سيستان)
الدولة النصرية أو دولة بني نصر والتي يشار إليها أيضًا باسم الصفاريين المتأخرين من سيستان أو ملوك نيمروز، كانت سلالة سنية إيرانية حكمت سيستان في فترة فراغ في السلطة التي خلفها انهيار الدولة الغزنوية بالإضافة إلى الغزو المغولي لآسيا الوسطى. كان النصريون فرعًا من سلالة الصفاريين الفارسية، ويمثل تأسيس مملكة النصريين في نيمروز عام 1068 حتى حلها عام 1225 نهضة مؤقتة للحكم الصفاريين في سيستان.
تأسست المملكة على يد ملك سيستان تاج الدين أبو الفضل نصر، في عهد الغزنويين. حكم الملوك النصريون بشكل متقطع باعتبارهم حكامًا أو تابعين لقوى إسلامية مجاورة أكبر، بما في ذلك السلاجقة، والغوريون، والخوارزميون. بعد حل المملكة على يد إينالتيجين خوارزمي في أعقاب الغزو المغولي، حكمت المنطقة سلالة ثالثة من الصفاريين، وهم الميهرابانيون.

## ملوك بني نصر
| الاسم في الحُكم              | الاسم في الحُكم                            | الاسم الكامل | صورة | اللقب | تاريخ الولادة والوفاة | تاريخ التنصيب | تاريخ نهاية الخدمة | العلاقات العائلية        | الملاحظات                                                                        |
| --------------------------- | ----------------------------------------- | ------------ | ---- | ----- | --------------------- | ------------- | ------------------ | ------------------------ | -------------------------------------------------------------------------------- |
| الدولة النصرية، 1029-1225 م |                                           |              |      |       |                       |               |                    |                          |                                                                                  |
| 1                           | تاج الدين أبو الفضل نصر                   |              |      | ملك   |                       | 1029          | 1073               |                          | ملك سيستان في عهد الغزنويين                                                      |
| 2                           | بهاء الدولة طاهر بن نصر                   |              |      | ملك   |                       | 1073          | 1088               | ابن تاج الدين الأول نصر  |                                                                                  |
| 3                           | بدر الدولة أبو العباس بن نصر              |              |      | ملك   |                       | 1088          | 1090               | ابن تاج الدين الأول نصر  |                                                                                  |
| 4                           | بهاء الدولة خلف بن نصر                    |              |      | ملك   |                       | 1090          | 1106               | ابن تاج الدين الأول نصر  |                                                                                  |
| 5                           | تاج الدين الثاني نصر بن خلف               |              |      | ملك   |                       | 1106          | 1169               | ابن بهاء الدولة خلف      |                                                                                  |
| 6                           | تاج الدين الثالث حرب بن محمد بن نصر       |              |      | ملك   |                       | 1169          | 1213               | حفيد تاج الدين الأول نصر | أصبح تابعًا للغوريين ابتداءً من عام 1175 م                                         |
| 7                           | يامين الدين بهرام شاه بن حرب              |              |      | ملك   |                       | 1213          | 1221               | ابن تاج الدين الثالث حرب | قُتل أثناء الغزو المغولي، مما أدى إلى فترة من عدم استقرار الخلافة والتفكك اللاحق. |
| 8                           | تاج الدين الرابع نصر بن بهرام شاه         |              |      | ملك   |                       | 1221          | 1221               | ابن بهرام شاه            |                                                                                  |
| 9                           | شهاب الدين محمود بن حرب                   |              |      | ملك   |                       | 1221          | 1225               | ابن تاج الدين الثالث حرب |                                                                                  |
| 10                          | ركن الدين محمود بن بهرام شاه              |              |      | ملك   |                       | 1221          | 1222               | ابن بهرام شاه            |                                                                                  |
| 11                          | أبو المظفر علي بن حرب                     |              |      | ملك   |                       | 1222          | 1222               | ابن تاج الدين الثالث حرب |                                                                                  |
| 12                          | علاء الدين أحمد بن عثمان نصر الدين بن حرب |              |      | ملك   |                       | 1223          | 1223               | ابن تاج الدين الثالث حرب |                                                                                  |
| 13                          | عثمان شاه بن عثمان نصر الدين بن حرب       |              |      | ملك   |                       | 1225          | 1225               | ابن تاج الدين الثالث حرب |                                                                                  |

## طالع أيضًا
- الصفاريون
- الميهرابانيون
- موسيقى إنترميزو إيرانية
- تاريخ أفغانستان
- قائمة السلالات الإسلامية السنية